# David
David (1040—970 TCN; tiếng Ả Rập: داود Dāwūd; tiếng Syriac: ܕܘܝܕ Dawid, "người được yêu quý") là vị vua thứ 2 của Vương quốc Israel thống nhất. Ông trị vì Judah từ khoảng năm 1010 TCN đến năm 1002 TCN, trị vì toàn Vương quốc thống nhất từ khoảng năm 1002 TCN đến năm 970 TCN.
Theo Kinh Thánh Hebrew, David xuất thân là một người chăn cừu dũng cảm, tháo vát, đã xung phong đã đánh bại tên khổng lồ Goliath, đem lại thắng lợi cho quân đội Israel do vua Saul chỉ huy trước đội quân xâm lược của người Philistia. Vì có tài chơi đàn lia, David đã được chọn làm người gảy đàn cho vua Saul. Sau này khi vua Saul và thái tử Jonathan chết trong trận đánh với dân Philistia trên núi Gilboa, Israel bị chia cắt làm đôi: xứ Judah ở miền nam do David cai quản và xứ Israel ở miền bắc do con út Saul là Ish-Bosheth lãnh đạo. Hai tập đoàn này đánh nhau cho đến khi Ish-Bosheth bị mưu sát và David được suy tôn làm vua toàn cõi Israel.
David được miêu tả là một vị vua chính trực - tuy không phải không hề phạm sai lầm. Ông cũng là một chiến binh, nhạc sĩ, và nhà thơ được tôn vinh (ông được cho là tác giả của nhiều bài Thánh Vịnh (Psalms)). Tương truyền rằng ông đã xâm chiếm Jerusalem từ tay một bộ lạc Canaan và lập thành phố này làm thủ đô của Israel. Ông cũng giành được nhiều lãnh thổ của người Philistia láng giềng. Cuộc đời và triều đại của ông như được ghi lại trong Kinh thánh Hebrew (tương đương với Cựu ước của Kitô giáo) và kinh Koran của Hồi giáo, có tầm quan trọng trung tâm đối với các nền văn hóa - tôn giáo khởi nguồn từ Abraham.

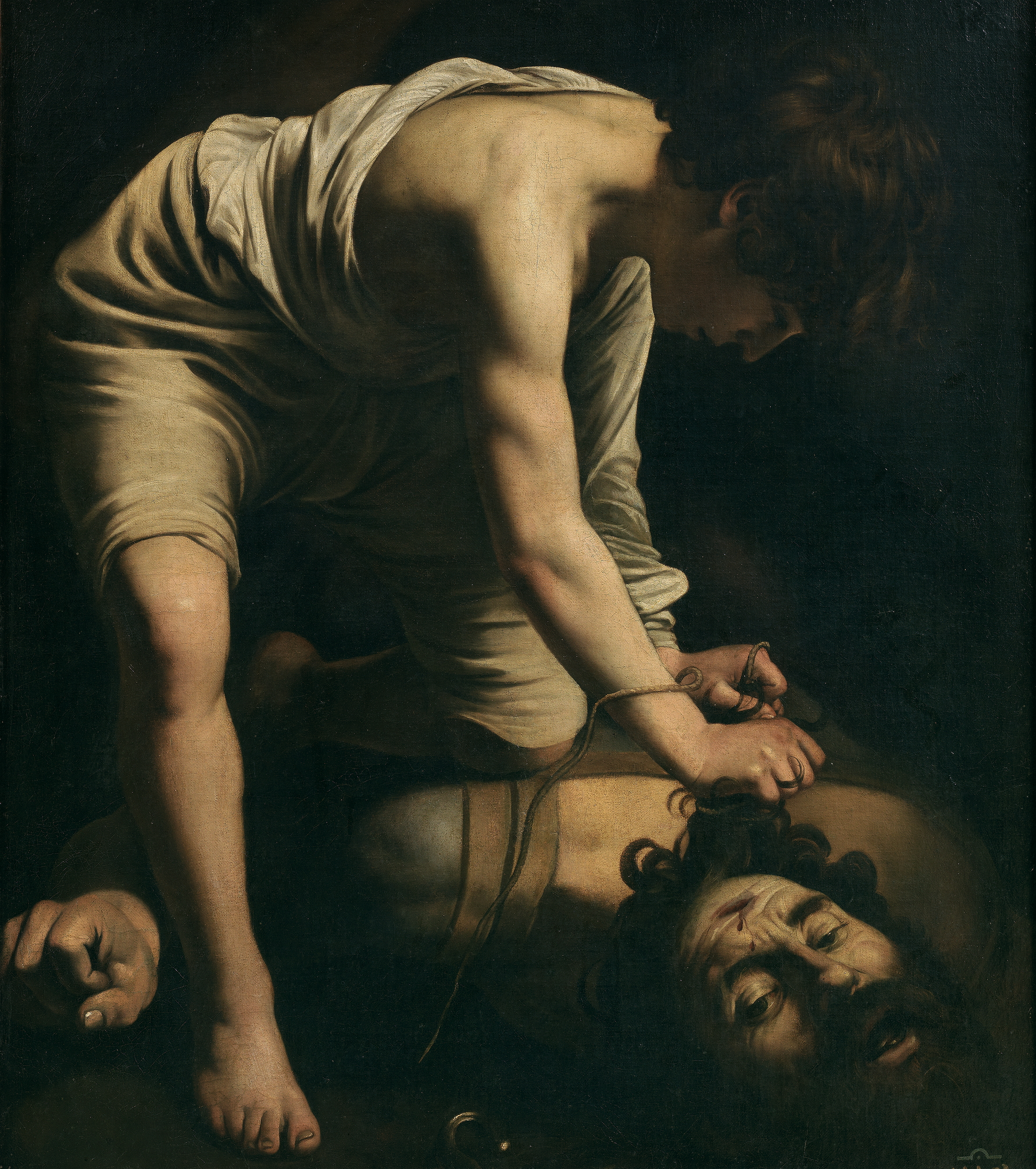
David và Goliath, của Caravaggio, khoảng năm 1599. Prado, Madrid

## Chú giải
1. ↑  Carr, David M. (2011). An Introduction to the Old Testament: Sacred Texts and Imperial Contexts of the Hebrew Bible. John Wiley & Sons. tr. 58. ISBN 978-1-44435623-6. Lưu trữ bản gốc ngày 11 tháng 10 năm 2020. Truy cập ngày 5 tháng 10 năm 2020.
2. ↑  Alter, Robert (2009). The David Story: A Translation with Commentary of 1 and 2 Samuel. W. W. Norton. tr. xx. ISBN 978-0393320770. Lưu trữ bản gốc ngày 11 tháng 10 năm 2020. Truy cập ngày 17 tháng 7 năm 2020.
3. ↑  Lawrence O. Richards (2002). Bible Reader's Companion. David C Cook. tr. 210–. ISBN 978-0-7814-3879-7. Lưu trữ bản gốc ngày 16 tháng 12 năm 2019. Truy cập ngày 28 tháng 7 năm 2017.
4. ↑  Carlos Wilton (tháng 6 năm 2004). Lectionary Preaching Workbook: For All Users of the Revised Common, the Roman Catholic, and the Episcopal Lectionaries. Series VIII. CSS Publishing. tr. 189–. ISBN 978-0-7880-2371-2.
5. ↑  David J. Zucker (ngày 10 tháng 12 năm 2013). The Bible's Prophets: An Introduction for Christians and Jews. Wipf and Stock Publishers. tr. 51–. ISBN 978-1-63087-102-4.
6. ↑  Isbouts, Jean Pierre. "Why King David is one of the Bible's most compelling characters". National Geographic. Lưu trữ bản gốc ngày 13 tháng 1 năm 2020. Truy cập ngày 19 tháng 8 năm 2020.